# Baronie Coucy

Het wapen van de heren van Coucy

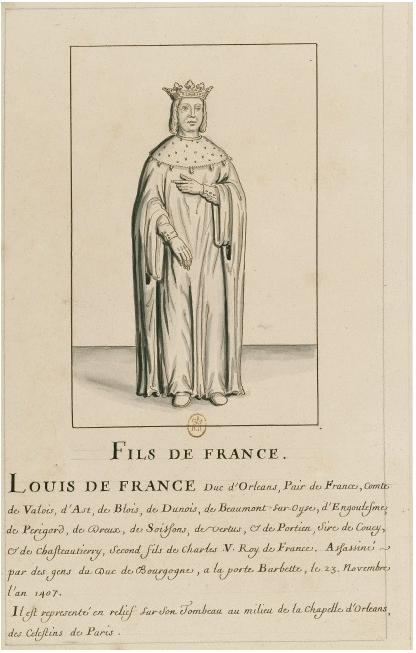
Gisant van Lodewijk I van Orléans. Monument in de nu verwenen kapel van de Celestijnen in Parijs. Bij zijn titels wordt ook "Sire de Coucy" vermeld.

De baronie Coucy was een feodale heerschappij over Coucy in Picardië (Noord-Frankrijk). Deze plaats, niet te verwarren met de gemeente Coucy (Ardennes), bestaat nu uit twee gemeenten in het departement Aisne, te weten Coucy-la-Ville (de Stad) en Coucy-le-Château-Auffrique, waar zich het kasteel van Coucy bevindt.

## Aanvang van de dynastie
Het werkelijke begin van de dynastie van de heren van Coucy is niet zo duidelijk en verschilt naargelang de bronnen :
- Een naamloos gebleven graaf van Eudes die Coucy in 975 ontvangt als leen van Odorik, bisschop van Reims.
- Het geslacht terug op een graaf van Chartres die Coucy in 965 als leen kreeg.
- In 978 draagt een zeker Eudes de Chartres het leengoed van Coucy over  aan zijn zoon Théodoric .[1]

Vanuit de 10e eeuw is er ons geen enkel geschreven document overgeleverd.
Van de 11e-eeuwse familie zijn twee takken bekend; de in 1213 uitgestorven tak Coucy en de tak Coucy-Vervins die in 1213 door Engelram van Guines,(Engelram V van Coucy), werd voortgezet en in 1397 in de mannelijke en in 1400 ook in de vrouwelijke lijn uitstierf.
De dynastie eindigt in 1397 met de dood van Engelram VII, de laatste "Sire de Coucy".
 Het kasteel en de titel werden nu bezit van de hertogen van Orleans.

## Heren van Coucy

### Huis Coucy
- 990-1087: Jean of Coucy[6] (data zijn geschatte geboorte- en sterftedata)
- 995?-1079?: Alberik van Coucy
- 1022?-1071: Drogo van Boves, zoon
- 1042-1116: Engelram I, zoon
- 1116-1130: Thomas I, zoon
- 1130-1149: Engelram II, zoon
- 1149-1191: Rudolf I, zoon
- 1191-1242: Engelram III de Grote of de Bouwer, zoon
- 1242-1250: Rudolf II, zoon
- 1250-1311: Engelram IV, broer

Engelram IV stierf kinderloos, de baronie werd geërfd door de tweede zoon van zijn zuster, Adelheid, die gehuwd was met Arnoud III van Guînes.

### Huis Gent (Guînes)
- 1311-1321: Engelram V, neef
- 1321-1335: Willem, zoon
- 1335-1347: Engelram VI, zoon
- 1347-1397: Engelram VII, zoon
- 1397-1400: Maria, gehuwd met de graaf van Bar, verkoopt Coucy in 1400 aan Lodewijk I van Orléans.